# Lasocin (Piasek)
Lasocin – przysiółek wsi Piasek w Polsce, położony w województwie zachodniopomorskim, w powiecie gryfińskim, w gminie Cedynia.
W latach 1975–1998 przysiółek położony był w województwie szczecińskim.